# Latchford
Latchford es un pueblo canadiense situado en la provincia de Ontario.

## Superficie
Latchford tiene una superficie de 152,26 km².

## Demografía
En 2021, tenía 355 habitantes, una densidad poblacional de 2,3 hab./km², y 206 viviendas.